# Vought F7U Cutlass
Le Vought F7U Cutlass est un avion de chasse embarqué à bord de porte-avions, utilisé par les États-Unis pendant les années 1950. C'est le premier avion de l'US Navy équipé d'une postcombustion, de missiles air-air, et avec des ailes en flèches.

## Histoire

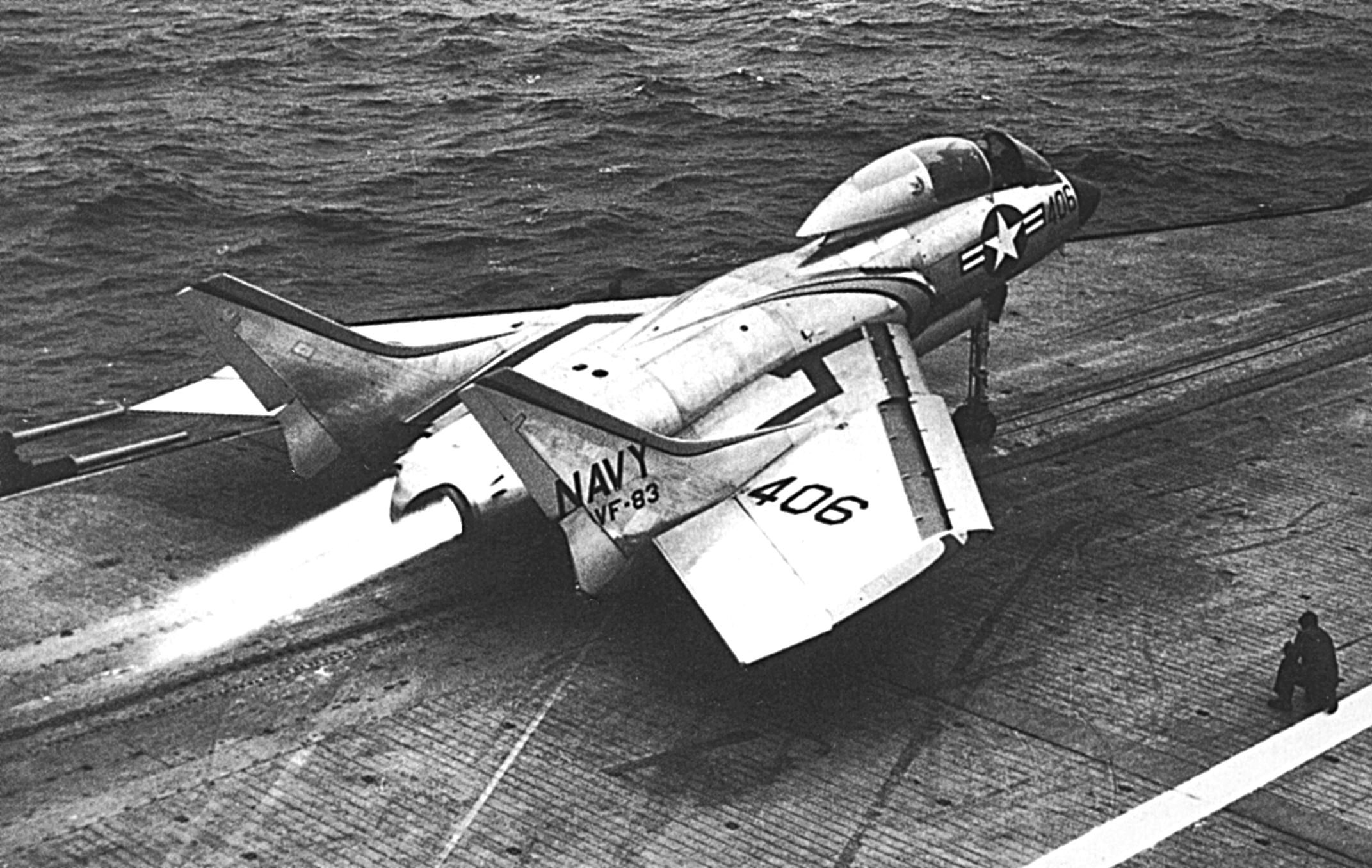
Un F7U-3M décollant du USS Intrepid (CV-11) en 1954.

Conçu par la société Vought immédiatement à la fin de la Seconde Guerre mondiale, sur les dessins Allemands de l'Arado Projekt 1, le Cutlass avait un aspect très inhabituel avec ses doubles dérives, l'absence d'ailerons et son train d'atterrissage avant très haut qui plaçait le pilote à plusieurs mètres au-dessus du sol. Le premier prototype fit son vol inaugural le 29 septembre 1948. Les trois prototypes furent perdus lors des essais, causant la mort d'un pilote.
Les quatorze exemplaires de présérie incorporaient un certain nombre de modifications comme l'agrandissement des dérives et deux pylônes sous les ailes. Ils furent utilisés pour les essais de certification sur porte-avions de 1950 à 1951 et révélèrent de nouveaux problèmes, en particulier une visibilité insuffisante pour le pilote lors des appontages et une puissance moteur insuffisante. Vought se remit alors au travail et effectua de nombreuses modifications pour la version F7U-3, dont le premier exemplaire vola le 12 décembre 1951.

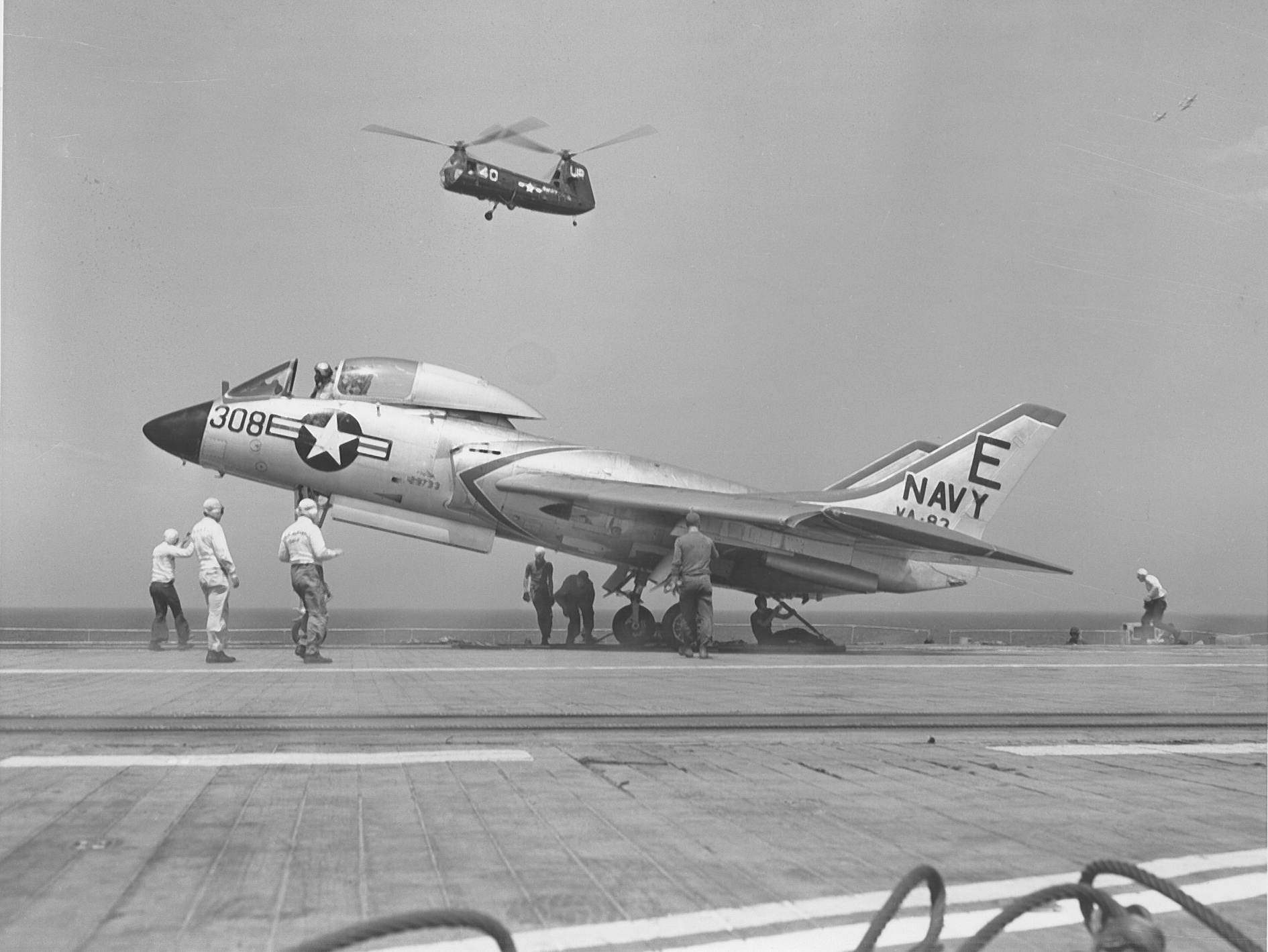
Un F7U-3M de profil sur le pont du USS Intrepid (CV-11) en 1956.

À partir de 1954, la production s'orienta vers le F7U-3M, version modifiée pour permettre l'emport des premiers missiles air-air Sparrow I. Une version de reconnaissance (sans armement et avec un nez allongé pour loger 5 caméras) fut également produite, mais se révéla difficile à mettre en œuvre à cause de la hauteur où se trouvaient les caméras par rapport au pont.
Malgré une bonne manœuvrabilité, le Cutlass restait sous-motorisé, avec un train d'atterrissage avant trop fragile qui cassait parfois lors de l'appontage, et divers problèmes de maintenance. Sa carrière fut courte : les 307 exemplaires de série furent livrés de juin 1954 à décembre 1956 à 13 escadrons, et l'avion quitta le service opérationnel en mars 1959.
Le manque de puissance des réacteurs était pointé par les pilotes de l'aéronavale américaine, qui, avec un humour féroce, transformèrent le nom officiel et un brin ronflant de Cutlass (sabre d'abordage) en lui donnant le sobriquet péjoratif de "Gutless" (littéralement "sans tripes").

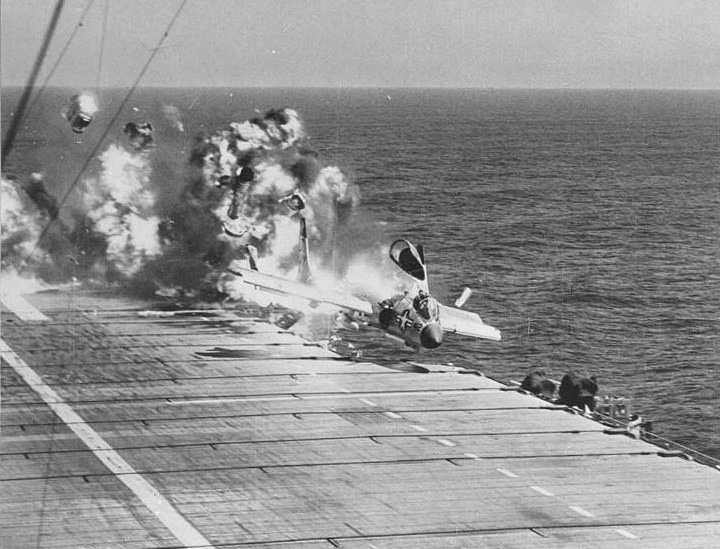
Le Vought F7U-3 Cutlass, immatriculation 129595, du VF-124 s'écrasant sur le pont d'envol du USS Hancock (CV-19) le 14 juillet 1955. Le pilote est tué et plusieurs membres d'équipage blessés.

Environ 25 % des avions mis en service furent perdus en 78 accidents en 55 000 heures de vol, il s'agit du taux d'accidents le plus élevé de tous les chasseurs à voilure en flèche de la Marine américaine.
En 1952, quelques Cutlass furent utilisés par la patrouille acrobatique des Blue Angels, pour des démonstrations en solo car l'avion n'était pas assez fiable pour des démonstrations en groupe.

## Versions

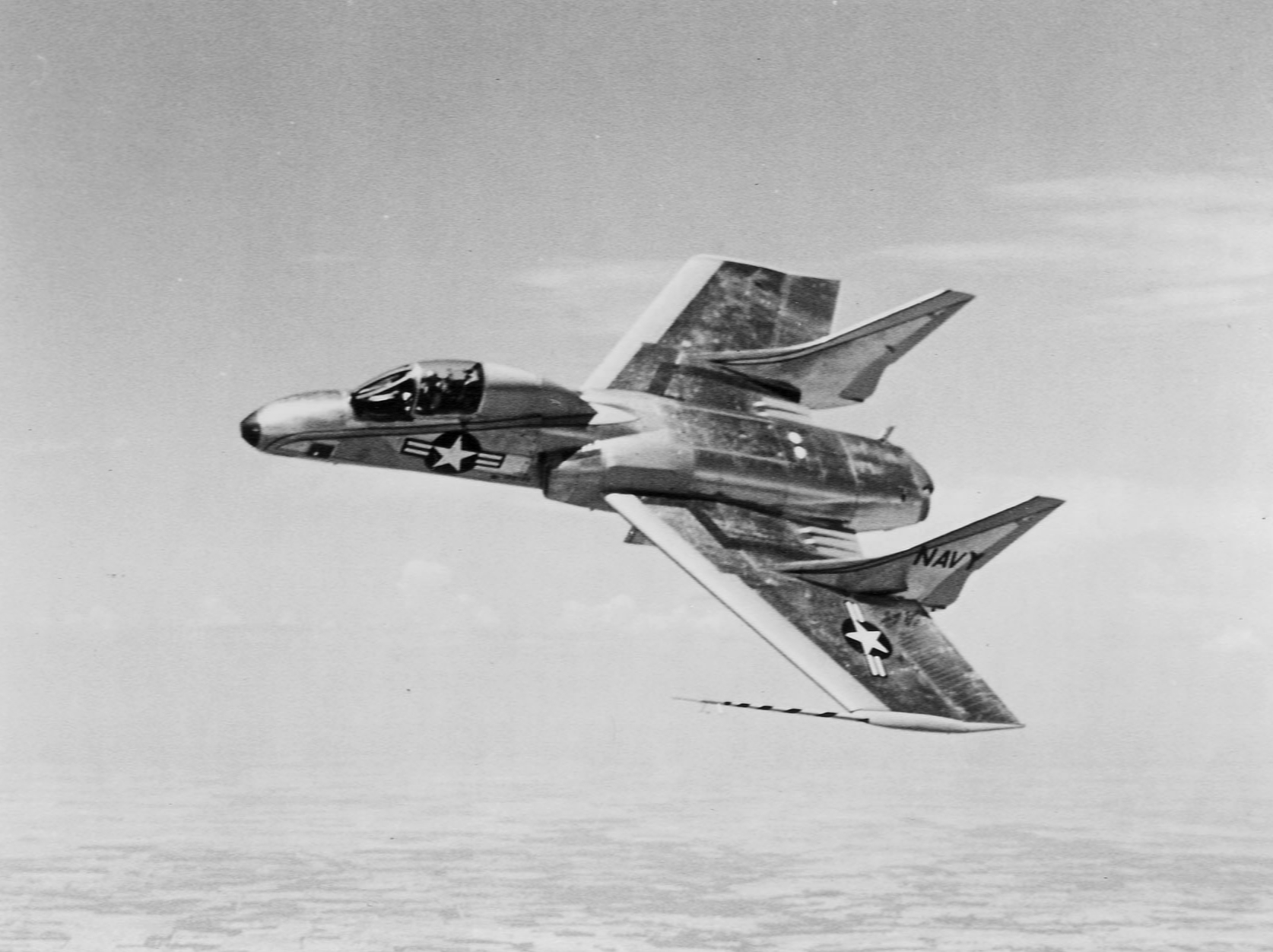
Un F7U-3P en vol en 1955.

- XF7U-1 : prototypes (3 exemplaires)
- F7U-1 : avions de présérie (14 exemplaires). Aucun n'a été employé en escadrille[2].
- F7U-3 : première version opérationnelle (180 exemplaires)
- F7U-3M : version modifiée pour emporter des missiles air-air (98 exemplaires)
- F7U-3P : version de reconnaissance (12 exemplaires)

### Aéronefs comparables
- Douglas F4D Skyray
- LTV A-7 Corsair II
- Vought F-8 Crusader